# Torre Grande Avenida
Imagem da Torre
A Torre Grande Avenida é uma torre de TV da RecordTV São Paulo. É uma das mais antigas torres da cidade de São Paulo. Ela está localizada na Avenida Paulista, 1754 no bairro Jardim Paulista. Foi inaugurada na década de 1960. Apresenta uma iluminação amarela. Esta torre fica no Edifício Grande Avenida que teve um grande incêndio em 14 de fevereiro de 1981 e que não abalou a sua estrutura.

## Transmissões no ar
A Torre Grande Avenida transmite os seguintes canais de televisão:
| Canal          | Emissora           | Transmissão   |
| -------------- | ------------------ | ------------- |
| 20 UHF digital | RecordTV São Paulo | 2007–presente |
| 43 UHF digital | Record News SP     | 2007–presente |

### Já foi transmitido
| Canal            | Emissora           | Transmissão |
| ---------------- | ------------------ | ----------- |
| 07 VHF analógico | RecordTV São Paulo | 1968–2017   |
| 04 VHF analógico | SBT São Paulo      | 1981–1982   |